# 福建省同安第一中学
福建省同安第一中学，简称同安一中,是中华人民共和国福建省厦门市同安区的完全中学，创于1924年。

## 历史沿革
1924年，中华民国厦门市政府批准成立同安初级中学。1952年，更名为同安第一中学。1959年，被福建省教育厅确定为省重点中学。1999年，福建省一级达标高中2014年1月11日，同安一中少年邮局正式成立。2017年，被福建省体育局和福建省教育厅确定为福建省体育传统特色项目学校2017年，同安一中开办滨海校区。

## 相关链接
- 厦门同安一中网站